# Поединок на дубинах
«Поединок на дубинах» (исп. Duelo a garrotazos) — роспись испанского художника Франсиско Гойи, написанная между 1819 и 1823 годами на стене его «Дома Глухого». Одно из 14 подобных изображений, которое позднее было переведено на холст и ныне хранится в Музее Прадо.
Композиция первоначально, согласно инвентаризации в 1828—1830 годах друга Гойи Антонио Бругады, находилась среди панно, расположенных на верхнем этаже «Дома Глухого». В числе других «Мрачных картин» была переведена на холст художником Сальвадором Мартинесом Кубельсом по просьбе французского банкира Фредерика Эмиля д'Эрлангера для показа на Всемирной выставке 1878 года. Неудача при переносе привела к потере больших участков картины ниже колен мужчин. Работа не привлекала покупателей и поэтому в 1881 году была подарена Музею Прадо.

## Сюжет картины
На картине изображены двое молодых мужчин, с ожесточением борющихся дубинами, при этом утопая в чём-то вязком: песке, грязи или тому подобном. Впрочем, в первоначальной композиции Гойи исследователи творчества художника, в частности Найджел Глендиннинг, доказывают, что ноги противники вовсе не увязли в непонятной массе, а располагаются среди высокой травы.
Картина может представлять собой братоубийственную схватку Каина и Авеля, дерущихся на палках в поле, где они утопали по колено в хлебах.

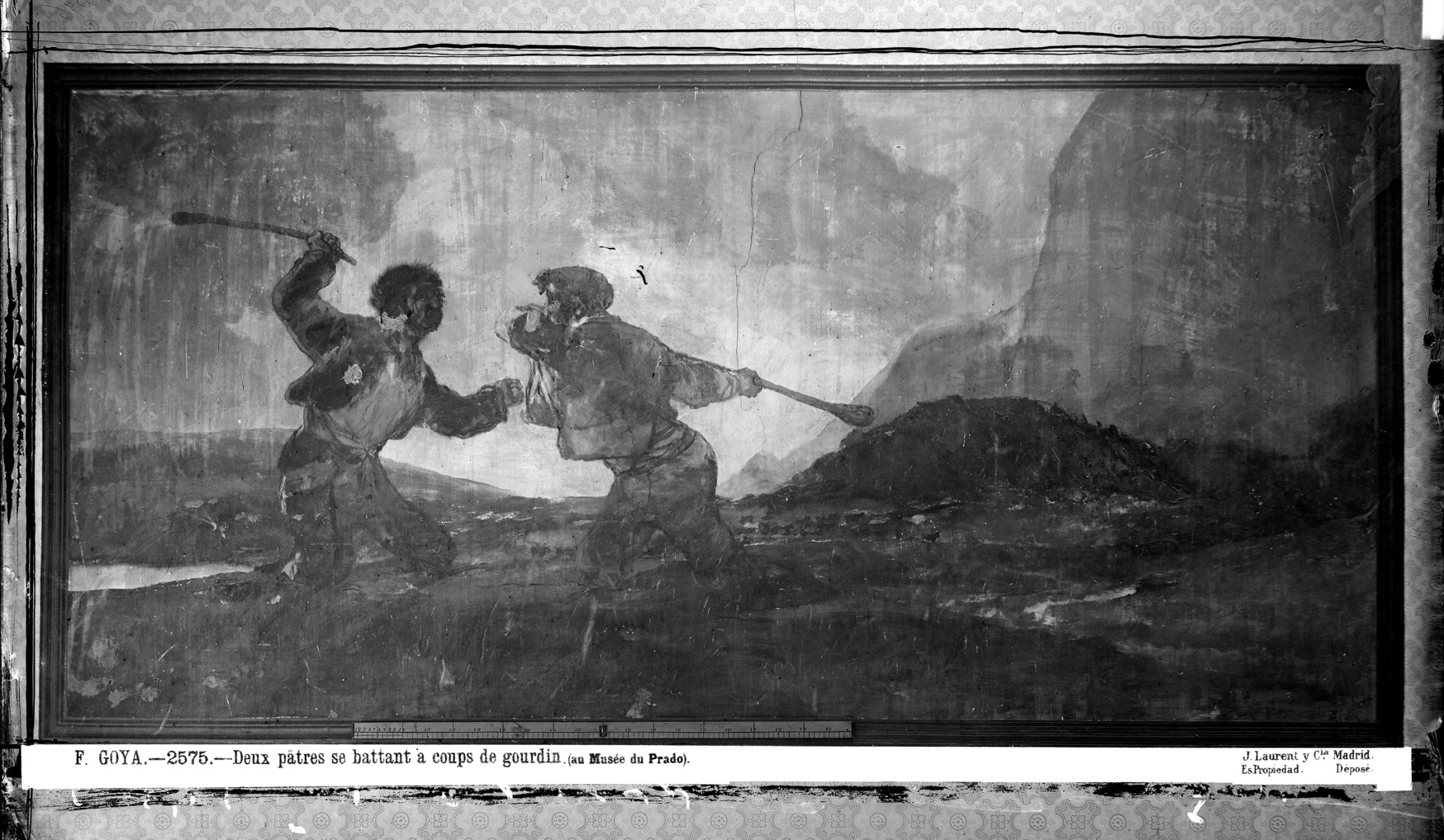
Поединок на дубинах.
Снимок 1874 года росписи Гойи в Доме Глухого.